# Billys

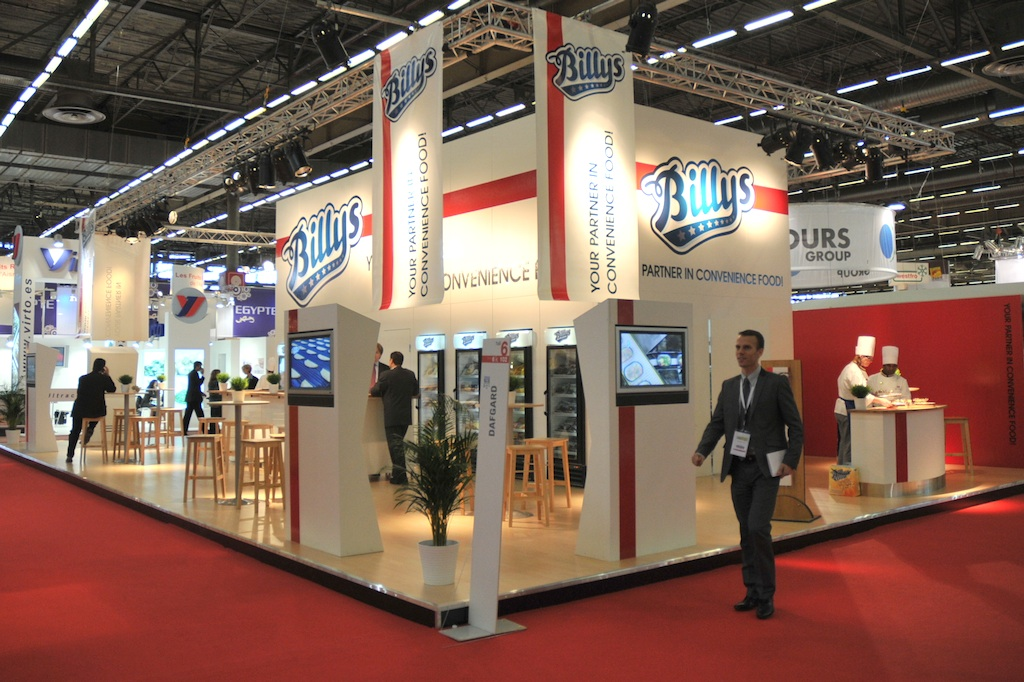
Billys monter på SIAL 2008.

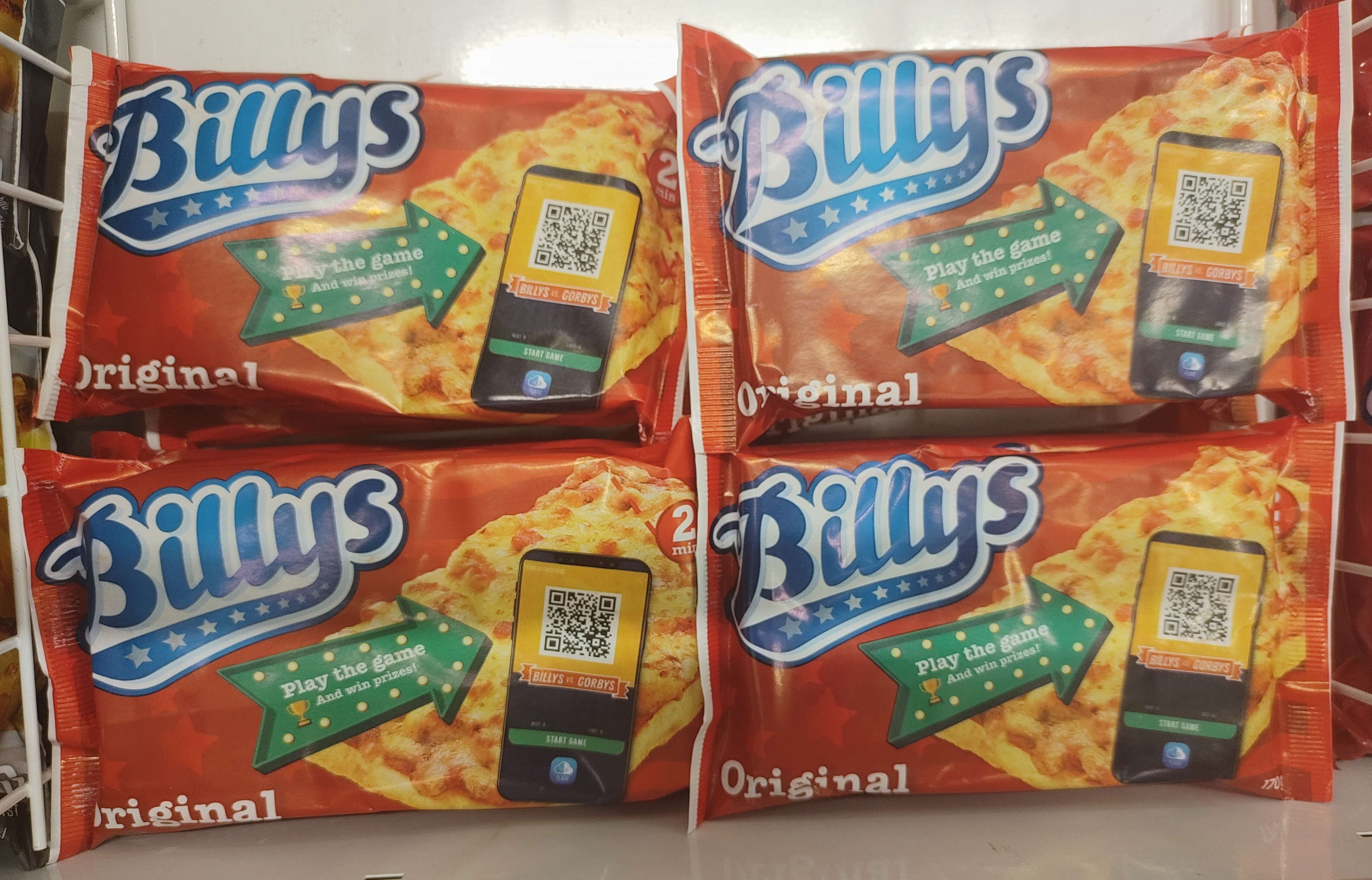
Djupfrysta panpizzor från Billys.

Billys är ett djupfryst färdigmatssortiment bestående av panpizzor som säljs i dagligvaruhandeln och servicehandeln i Skandinavien och i Finland. Produkterna produceras av Gunnar Dafgård AB i Källby. Varumärket Billys har tidigare även omfattat lasagne, pannkakor med fyllning, och hamburgare.

## Historia
Billys Pizza lanserades i svensk dagligvaruhandel 1993. Idén med göra en fyrkantig pizza uppkom under en resa som Gunnar Dafgård gjorde till Italien i början av 1990-talet. Därefter hämtades inspiration från det amerikanska panpizza-konceptet och de amerikanska smakerna. Resultatet blev Billys. Namnet Billys kommer från Bill Clinton som blev president i USA vid tidpunkten.

## Produkter
Produktsortimentet omfattar främst frysta minipanpizzor avsedda för uppvärmning i mikrovågsugn.

### Billys pan pizza
Billys pan pizza, i vardagligt tal även Billys eller Billys pizza, är rektangulär djupfryst panpizza i mindre portionsstorlek, som lämpar sig för snabb uppvärmning i mikrovågsugn.

### Billys pannkakor
Billys pannkakor lanserades 2010. Varje förpackning innehöll två djupfrysta och vikta tunnpannkakor med fyllning. Dessa kunde värmas i mikrovågsugn eller tinas och ätas kalla. Pannkakorna fanns med fyllningarna: hallonsylt, äppelsylt, choklad eller jordgubbssylt (lanserad 2011). 2013 fanns fyllningarna hallonsylt och jordgubbssylt.

## Marknadsföring
Billys är sponsor och partner till många idrottsevent och festivaler bland annat Billys Basket Cup som organiseras av Eskilstuna Basket sedan 1986. Billys har även medverkat på Dreamhack med en monter och försäljning.